# Hallulla

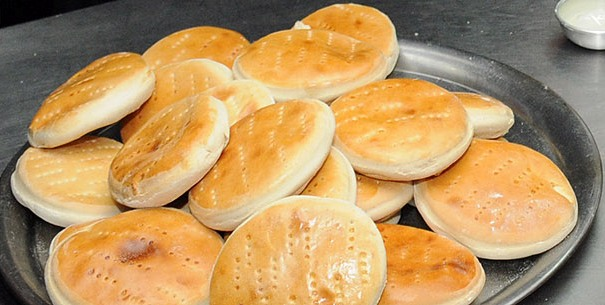
Bandeja con hallullas

La hallulla (del árabe hispánico ḥallún, 'bollo de fiestas', y este del hebreo ḥallāh 'torta de pan ácimo consumida en la Pascua') es un tipo de pan blanco típico de Chile, oeste de Argentina (Neuquén, Río Negro y Mendoza), Bolivia, Ecuador (donde es llamada allulla) y Perú (particularmente del departamento de Cuzco), elaborado a base de harina refinada. 
Es un pan plano y redondo, y tiene una consistencia firme y semiesponjosa. En México, en la zona de la Comarca Minera de Real del Monte y Omitlán existe un pan denominado gayuya, que es una torta redonda hecha de sémola de trigo con piloncillo, de masa similar al cocol o al chimiztlán. Todo lo anterior hace pensar que son de origen judío sefardí como las semitas que existen en otros lugares de México y de América.
Probablemente tenga su origen en otro pan plano y redondo típico de España, la jallulla, aunque en la actualidad, son dos panes con preparaciones diferentes.[cita requerida]

## Información nutricional
Desde un punto de vista dietético, 100 gramos de hallulla chilena equivalen a entre 309 y 321 calorías.

## Ingredientes
Este tipo de pan se elabora con seis ingredientes: harina de trigo, levadura, leche, agua tibia, sal y manteca.
En Ecuador, se prepara a base de harina de trigo, azúcar, sal y un toque de manteca de cerdo, se lo acompaña con queso de hoja de atsera.

## Consumo
En Chile, donde el consumo de pan factura anualmente más de USD 1 300 millones, el 20 % corresponde a la hallulla —el 70 % a la marraqueta, y el resto a la baguette, al «pan frica», y a los panes campesinos: churrasca, tortilla de rescoldo, pan amasado y el pan de Chiloé—. Después de Turquía y Rusia, Alemania comparte el tercer puesto de consumidor de pan a nivel mundial con Chile, donde se consumen anualmente 89 kg por persona.